# Andreas Bareiss
Andreas Bareiss (né en 1960) est un producteur de cinéma allemand.

## Biographie
Andreas Bareiss travaille en tant que producteur de films depuis le début des années 1980. En 1994, il fonde Medien & Television München avec Gloria Burkert et Peter Herrmann. À partir de juillet 2018, Bareiss est producteur pour une filiale allemande de Gaumont, où il produit la série Netflix The Barbarians.

## Filmographie
Cinéma
- 1983 : Heinrich Penthesilea von Kleist
- 1987 : Helsinki-Napoli
- 1989 : Laurin
- 1992 : Le Perroquet (de)
- 1994 : La Lumière des étoiles mortes
- 1995 : Megint tanú
- 1995 : Unter der Milchstraße
- 1997 : Szökés
- 2000 : Rosszfiúk
- 2000 : Pour une poignée d'herbe
- 2001 : Nowhere in Africa
- 2002 : La Falaise
- 2002 : L'Été d'Olga
- 2002 : La Nuit d'Epstein
- 2002 : Madrid
- 2004 : Sergeant Pepper
- 2006 : Das wahre Leben (Bummm!)
- 2008 : Ma mère, mon frère et moi (de)
- 2008 : Feuerherz
- 2010 : Ayla (de)
- 2010 : Der Mann der über Autos sprang (de)
- 2013 : La Fille aux neuf perruques
- 2013 : J'irai mourir demain

Téléfilms
- 1991 : In meinem Kopf ist jemand, den Du niemals siehst (documentaire)
- 1991 : Freispiel
- 1997 : Der Skorpion
- 2000 : Eine Hand schmiert die andere
- 2003 : Je te prête mon mari
- 2005 : Der Mörder meines Vaters
- 2006 : Der Traum ihres Lebens
- 2006 : Brecht - Die Kunst zu leben (documentaire)
- 2006 : Chantage sur la ville
- 2007 : Fürchte dich nicht
- 2007 : Je ne voulais pas tuer !
- 2007 : Mütter Väter Kinder
- 2009 : Mein Mann, seine Geliebte und ich
- 2009 : Tierisch verliebt
- 2010 : La Catin
- 2011 : Dreileben
- 2011 : Disparue
- 2012 : La Châtelaine
- 2012 : Heiraten ist auch keine Lösung
- 2012 : Le Testament de la catin
- 2013 : La Femme d'avant (de)
- 2013 : La Femme interdite
- 2014 : Le Sourire des femmes
- 2015 : Das goldene Ufer
- 2016 : Dora Heldt: Wind aus West mit starken Böen
- 2016 : Kommissar Pascha
- 2017 : Die Ketzerbraut (de)
- 2017 : Bierleichen. Ein Paschakrimi
- 2018 : Cecilia Ahern: Ein Moment fürs Leben
- 2018 : Cecelia Ahern: Dich zu lieben
- 2018 : Amokspiel (de)
- 2020 : 9 Tage wach (de)

Séries télévisées
- 1994 : Polizeiruf 110: Gespenster (de)
- 1995 : Tatort: Frau Bu lacht (de)
- 2006 : Polizeiruf 110: Er sollte tot (de)
- 2009 : Tatort: Schweinegeld (de)
- 2011 : Tatort: Ein ganz normaler Fall (de)
- 2014 : Polizeiruf 110: Smoke on the Water (de)
- 2018 : Julia Durant ermittelt (de) - Jung, blond, tot (de)
- 2019 : Kaltes Blut – Julia Durant ermittelt (de)
- 2019 : Mörderische Tage – Julia Durant ermittelt (de)
- 2020 : The Barbarians